# Phreodrilus stocki
Phreodrilus stocki är en ringmaskart som beskrevs av Martinez-Ansemil, Giani och Sambugar 2002. Phreodrilus stocki ingår i släktet Phreodrilus och familjen Phreodrilidae. Inga underarter finns listade i Catalogue of Life.